# Ongelijkheid van Jensen
De ongelijkheid van Jensen is een stelling uit de kansrekening, genoemd naar de Deense  wiskundige Johan Jensen.
Als {\displaystyle X} een integreerbare reële stochastische variabele is met waarden in het open interval {\displaystyle (a,b)}, en {\displaystyle f} is een convexe reële functie op {\displaystyle (a,b)}, dan geldt
{\displaystyle f(\operatorname {E} (X))\leq \operatorname {E} (f(X))}
waarin {\displaystyle \operatorname {E} } de verwachtingswaarde aangeeft.
Hierbij kan het rechterlid van de ongelijkheid eventueel oneindig zijn. De ongelijkheid blijft gelden als {\displaystyle (a,b)} een halve rechte of de hele reële as is ({\displaystyle a=-\infty } en/of {\displaystyle b=+\infty }).

## Voorbeelden van toepassing
De absolute waarde is een convexe functie, dus
{\displaystyle |\operatorname {E} X|\leq \operatorname {E} |X|}
Algemener is voor {\displaystyle r\geq 1} de functie {\displaystyle x\mapsto |x|^{r}} convex, dus als {\displaystyle 0<p\leq q} en {\displaystyle f\in L^{q}}, geldt
{\displaystyle \left(\operatorname {E} (|X|^{p})\right)^{1 \over p}\leq \left(\operatorname {E} (|X|^{q})\right)^{1 \over q}}
Pas de ongelijkheid van Jensen toe op de stochastische variabele {\displaystyle |X|^{p}} en de convexe functie {\displaystyle x\mapsto |x|^{q/p}}.
Hieruit volgt dat in het bijzonder geval van een kansmaat, de Lp-ruimten een dalende ketting van verzamelingen vormen:
{\displaystyle \ldots \supset L^{p}\supset L^{q}\supset \ldots \supset L^{\infty }}